# Ivan Krstanović
Ivan Krstanović (* 5. Januar 1983 in Duvno) ist ein bosnisch-kroatischer Fußballer. Seit 2013 steht er beim kroatischen Erstligisten HNK Rijeka unter Vertrag.

## Karriere

### Verein
Krstanović ging aus der Jugend seines Heimatvereines HNK Tomislav Tomislavgrad hervor. Dort verbrachte er auch seine ersten 4 Jahre als Fußballer, ehe er zur Saison 2004/2005 zum NK Drinovci wechselte. Über NK Posušje kam er dann 2008 nach Kroatien, zum Hauptstadtverein NK Zagreb. Dort wurde er in der Saison 2010/2011 mit 19 Treffern der erfolgreichste Schütze in der 1. HNL. Dieser Erfolg weckte das Interesse des kroatischen Meisters Dinamo Zagreb. Er wechselte für rund 1.500.000 € zum Rekordmeister. Seine ersten beiden Treffer erzielte er in der 2. Runde der Qualifikation zur UEFA Champions League, beim 3:0-Heimsieg seines Teams. Im Juli 2013 wechselte er zu HNK Rijeka.
Am 31. März 2023 wurde er zum ältesten Torschützen der HNL.

### Nationalmannschaft
Krstanović wurde, trotz seiner Stürmerqualitäten, bisher nur einmal für die bosnisch-herzegowinische Auswahl nominiert.

## Erfolge
Dinamo Zagreb
- Kroatischer Meister: 2012
- Kroatischer Pokal: 2012

Persönliche Auszeichnungen
- HNL-Torschützenkönig: 2011